# Дереволаз строкатоголовий
Дереволаз строкатоголовий (Lepidocolaptes souleyetii) — вид горобцеподібних птахів родини горнерових (Furnariidae). Мешкає в Мексиці, Центральній і Південній Америці. Вид названий на честь французького зоолога Луї Франсуа Огюста Сулейє.

## Опис
Довжина птаха становить 17-22 см, вага 17-34 г. Верхня частина тіла оливково-коричнева. Верхня частина голови, шия і верхня частина спини поцятковані смітлими смужками. Крила, хвіст і надхвістя каштанові. Нижня частина тіла оливково-коричнева, сильно поцяткована світлими смужками. Дзьоб тонкий, вигнутий, довжиною 2,5 см. Молоді птахи мають тьмяніше забарвлення, менше поцятковане смужками.

## Підвиди
Виділяють сім підвидів:

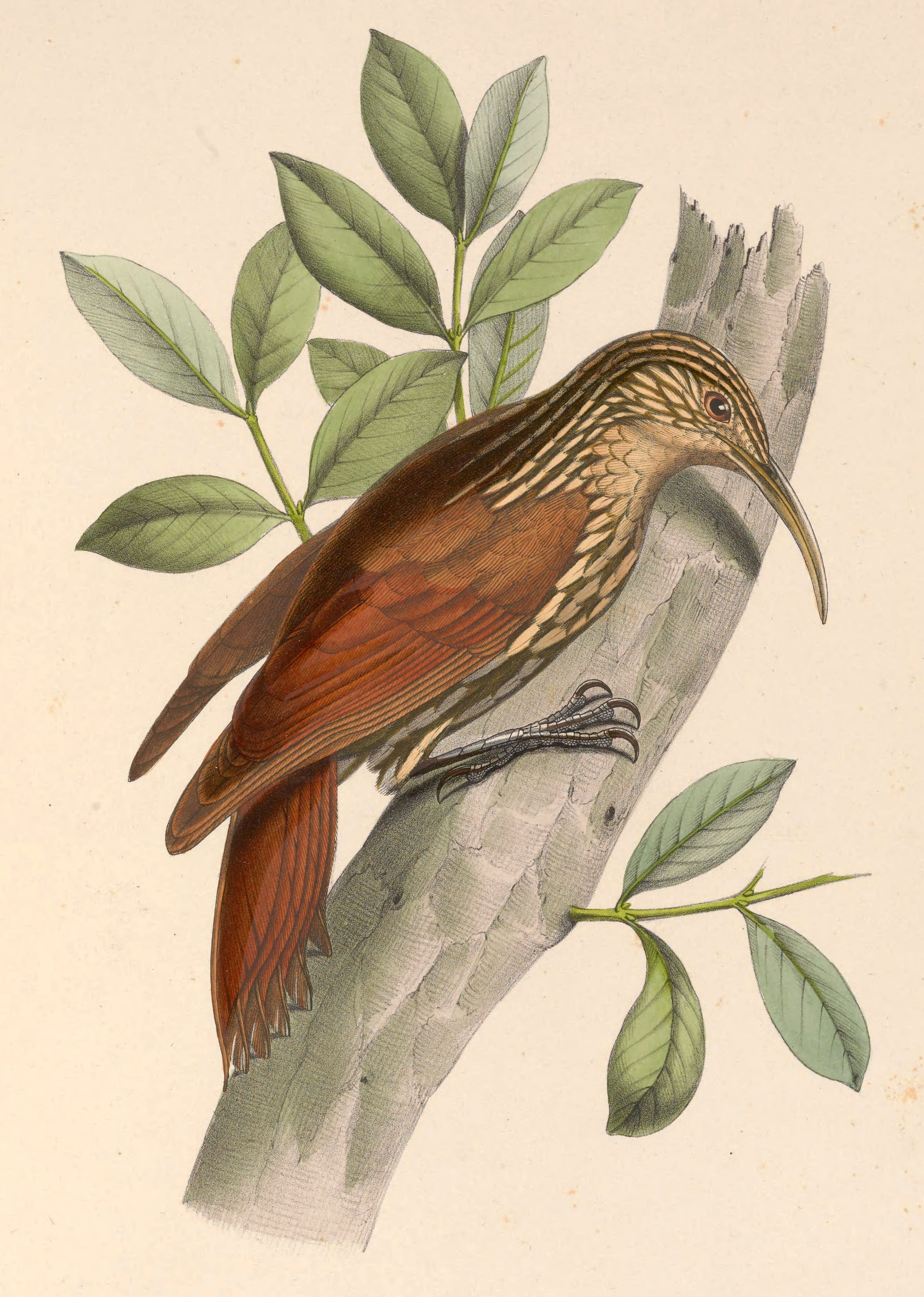
Строкатоголовий дереволаз

- L. s. guerrerensis Van Rossem, 1939 — південно-західна Мексика (Південна Сьєрра-Мадре у Герреро і південно-західній Оахаці);
- L. s. compressus (Cabanis, 1861) — від південної Мексики (південний Веракрус, південний захід Кампече, південний захід Чіапасу) до західної Панами;
- L. s. lineaticeps (Lafresnaye, 1850) — від центральної Панами до північної і східної Колумбії і західної Венесуели (Тачира, західна Мерида, крайній захід Баринасу);
- L. s. littoralis (Hartert, E & Goodson, 1917) — північно-західна Колумбія (Сьєрра-Невада-де-Санта-Марта, Атлантико), північна і центральна Венесуела (від південно-західної Сулії на схід до Сукре і на південь до Ориноко), Гаяна, крайній північ Бразилії (верхня течія Ріу-Бранку) і острів Тринідад;
- L. s. uaireni Phelps & Phelps Jr, 1950 — південно-східна Венесуела (південно-східний Болівар, долина річки Уайрен);
- L. s. esmeraldae Chapman, 1923 — південно-західна Колумбія (Нариньйо) і західний Еквадор (на південь до Ель-Оро);
- L. s. souleyetii (Lafresnaye, 1849) — південний захід Еквадору (Ель-Оро, Лоха) і північний захід Перу (на південь до Ламбаєке).

## Поширення і екологія
Строкатоголові дереволази мешкають в Мексиці, Гватемалі, Белізі, Сальвадорі, Гондурасі, Нікарагуа, Коста-Риці, Панамі, Колумбії, Венесуелі, Бразилії, Гаяні, Еквадорі і Перу. Вони живуть в сухих і вологих рівнинних і гірських тропічних лісах, в мангрових лісах, сухих саванах і чагарникових заростях, на плантаціях. Зустрічаються поодинці або парами, на висоті до 1800 м над рівнем моря, переважно на висоті до 800 м над рівнем моря. Рідко приєднуються до змішаних зграй птахів. Живляться комахами і павуками, яких шукають під корою та серед моху. Гніздяться в дуплах дерев. В кладці 2 білих яйця.